# Kylie Padilla

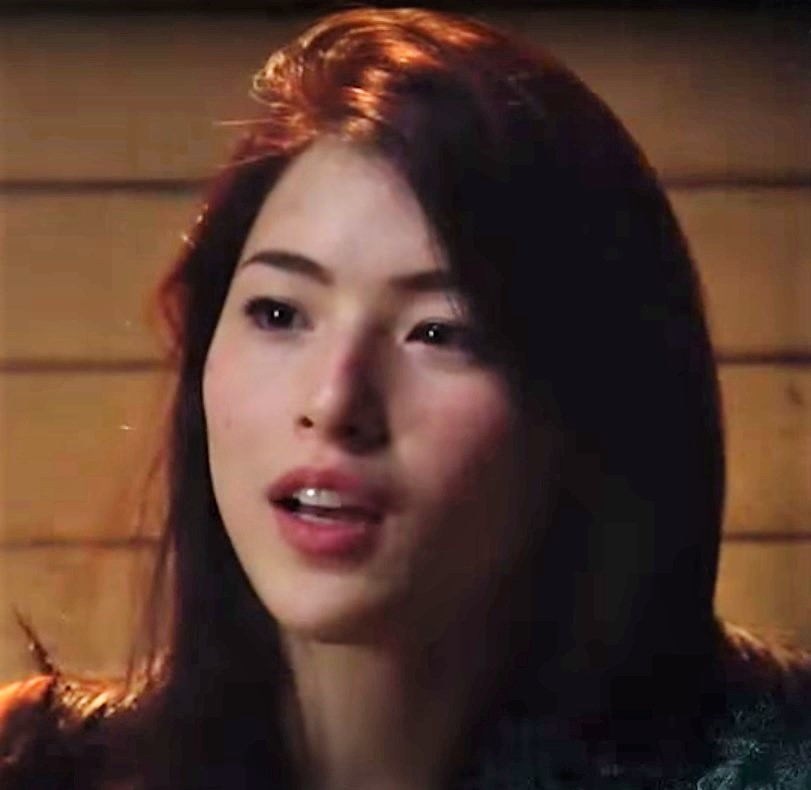
Kylie Padilla (2014)

Kylie Padilla (sinh ngày 25 tháng 1 năm 1993) là một nữ diễn viên người Philippine-Úc.Cô là con gái của ngôi sao hành động nổi tiếng Robin Padilla và là anh em họ với Daniel Padilla. Cô là ngôi sao của nhà đài GMA và được biết đến qua vai diễn Erenea trong Joaquin Bordado. Chị gái của cô là Queenie, cũng là một diễn viên và từng ở nhà đài GMA, hiện giờ đang hoạt động cho ABS-CBN.
Cùng với các anh chị em ruột,cô học tiểu học ở Queensland, Australia. Cô cũng là một cầu thủ Muay Thai như cha cô.
Cô từng đoạt giải thưởng Nữ diễn viên xuất sắc nhất(cùng với Patricia Gayod) trong chương trình PMPC Star Arwards lần thứ 22 được tổ chức vào năm 2008 với vai diễn của mình trong Joaquin Bordado.

## Các bộ phim đã tham gia
Phim truyền hình:
| Năm  | Tên các bộ phim tham gia | Vai diễn      | Thuộc nhà đài           |
| ---- | ------------------------ | ------------- | ----------------------- |
| 2014 | IIlustrado               | Leonor Rivera | GMA Network GMA News TV |
| 2014 | Innamorata               | Hope          | GMA Network             |

| Năm  | Tên các bộ phim tham gia               | Vai diễn                 | Thuộc nhà đài |
| ---- | -------------------------------------- | ------------------------ | ------------- |
| 2013 | Magpakailanman:Ang Princess ng ma Pipi |                          | GMA Network   |
| 2013 | Wagas:Ang Siga at ang Probinsyana      | Mảura                    | GMA Network   |
| 2013 | Ùnforgettable                          | Rósanna 'Anna' Cảruhatan | GMA Network   |

| Năm  | Tên các bộ phim tham gia | Vai diễn              | Thuộc nhà đài |
| ---- | ------------------------ | --------------------- | ------------- |
| 2013 | Sunday All Stars         | Hẻrself/Pẻrformer     | GMA Network   |
| 2012 | Broken Vơw               | Jenna Rástro-Santiago | GMA Network   |
| 2012 | The Gôod Daughter        | Bea Gueverra          | GMA Network   |

| Năm       | Tên các bộ phim tham gia        | Vai diễn                        | Thuộc nhà đài |
| --------- | ------------------------------- | ------------------------------- | ------------- |
| 2011/2012 | Rêel Love Presents:Tween Hearts | Heidilyn 'Heidi' Rivera         | GMA Network   |
| 2011      | Spooky Nights Presents:Sumpa    | Tina                            | GMA Network   |
| 2011      | Elena M.Patron's Blusang Itim   | Jessa Gonzales/Jessica Santiago | GMA Network   |

| Năm       | Tên các bộ phim tham gia | Vai diễn          | Thuộc nhà đài |
| --------- | ------------------------ | ----------------- | ------------- |
| 2011      | Dwarfina                 | Chloe Agustin     | GMA Network   |
| 2010/2013 | Party Pilipinas          | Hẻrself/Pẻrformer | GMA Network   |
| 2008      | Joaquin Bỏrdado          | Ẻrenea            | GMA Network   |

Phim:
| Năm  | Tên các bộ phim tham gia         | Vai diễn | Ghi Chú         |
| ---- | -------------------------------- | -------- | --------------- |
| 2014 | Sa Ngalan ng Âma,Ina,at ang Ânak | Tina     | Diễn viên chính |
| 2014 | Dilim                            | Mảritess | Diễn viên chính |

## Album âm nhạc
- Seasons(2014)

## Các giải thưởng đoạt được
| Năm  | Giải thưởng                          | Thể loại                   | Kết Quả         |
| ---- | ------------------------------------ | -------------------------- | --------------- |
| 2013 | 1st Sunday All Stars Ăwards          | Nữ ca sĩ nổi bật           | Không đoạt giải |
| 2013 | 1st Sunday All Stars Ăwards          | Nữ ca sĩ xuất sắc nhất     | Đoạt giải       |
| 2008 | 22nd PMPC Star Awards for Television | Nữ diễn viên xuất sắc nhất | Đoạt giải       |